# Julien Barry
Julien Barry, né le 6 octobre 1918 à Cahors et mort le 14 mai 2004 à Annecy, est un neuroendocrinologue français, créateur de l'Unité INSERM 156 en 1976, et professeur à la Faculté de médecine de Lille.

## Carrière scientifique
Le nom de Julien Barry est associé au système à gonadolibérine (LHRH puis GnRH), dont il a été le premier à localiser les corps cellulaires,.
Après une carrière au sein du Service de santé des armées qui l'a mené jusqu'en Indochine au début des années 1950, de retour à Nancy où il est agrégé de médecine, Julien Barry a mis en évidence chez le cobaye un groupe distinct de neurones,, qu'il dénomma noyau hypothalamique latéro-dorsal interstitiel (NHLDI), pour lequel il suggéra une implication dans les fonctions de reproduction.
Pionnier de la neuroendocrinologie de la reproduction, Julien Barry publia également des ouvrages d'éthologie humaine sur l'amour et ses rituels à travers l'histoire.

## Décoration
- Croix du combattant volontaire de la Résistance

## Œuvres
Julien Barry a publié ou copublié plusieurs centaines d'articles scientifiques, de communications, et de chapitres d’ouvrages médicaux.
On peut citer :
- Julien Barry, Neurobiologie de la pensée, Lille, Presses universitaires du Septentrion, 1995, 363 p.
- Julien Barry, Mythes et Rites de l'amour - 1. De l'antiquité au vingtième siècle, Besançon, Cêtre, 2000, 160 p.
- Julien Barry, Mythes et Rites de l'amour - 2. L'Agonie amoureuse du XXe siècle, Besançon, Cêtre, 2003